# Luftmunitionsanstalt Hartmannshain
Die Luftmunitionsanstalt Hartmannshain war eine zwischen 1936 und 1945 bestehende Munitionsanstalt der deutschen Luftwaffe im Oberwald bei Grebenhain im Vogelsbergkreis. Zumeist kurz als Muna bezeichnet, stellte sie eine von 74 vergleichbaren Einrichtungen dar, die im Rahmen der Wiederaufrüstung und Kriegsvorbereitung durch das NS-Regime im damaligen Deutschen Reich entstanden. Sie diente vor allem der Fertigstellung (Bezünderung, Konfektionierung, Verpackung) von Luftwaffenmunition aller Kaliber.

## Geschichte
Das Gelände der späteren Luftmuna Hartmannshain wurde bis in die 1930er Jahre landwirtschaftlich durch die Bauern der benachbarten Dörfer Grebenhain und Bermuthshain genutzt. Bis zum Spätmittelalter befand sich dort außerdem das zur Wüstung gewordene Dorf Schershain. 1893 wurde am Rand des Oberwaldes ein Jagdhaus erbaut, 1904 die Waldvilla als Altersruhesitz des pensionierten Frankfurter Polizeipräsidenten Wilhelm Freiherr von Müffling. Seit 1906 führte außerdem die Vogelsbergbahn daran vorbei.
Im Jahr 1933 erwarb das Reichsluftfahrtministerium die Waldvilla und ein großes dazugehöriges Gelände, das zur Gemarkung Grebenhain gehörte. Für den Bau der Muna wurden auch zahlreiche einheimische Landwirte unter Androhung der Enteignung zum Verkauf von Grundbesitz gezwungen. Im April 1936 begann der Bau der Muna unter großer Geheimhaltung. In der lokalen Presse wurde darüber nicht berichtet. Obwohl die Muna in der Gemarkung von Grebenhain lag, wurde sie, aus bisher nicht geklärten Gründen, nach der benachbarten Gemeinde Hartmannshain benannt.
Insgesamt etwa 2000 Arbeitskräfte waren im Dreischichtbetrieb auf der Baustelle tätig. Während eines großen Manövers der Wehrmacht im September 1936 besichtigten Adolf Hitler und weitere hochrangige Regierungsmitglieder und Offiziere die noch im Bau befindliche Anlage. Im Jahr 1937 war die Muna schließlich fertiggestellt und betriebsfähig.
Im Jahr 1940 wurde mit der Erweiterung des Muna-Geländes durch den Bau zusätzlicher Munitionsbunker begonnen. Vollständig vollendet wurden diese jedoch nie. Im August 1941 erfolgten Bombenabwürfe der Royal Air Force auf die Ortschaften Volkartshain und Herchenhain, bei denen mehrere Menschen ums Leben kamen und die eventuell der Muna galten. Die Existenz und Lage der Einrichtung war vermutlich schon vor Kriegsende der alliierten Luftaufklärung bekannt, jedoch erfolgte bis 1945 kein gezielter Angriff, da die Industrie und die Transportwege unter den militärischen Zielen eine weitaus höhere Priorität hatten.
Neben der Fertigstellung und Lagerung deutscher Fliegerbomben, Abwurfbehälter und Bordwaffenmunition wurde mit fortschreitender Kriegsdauer auch französische, britische und sowjetische Beutemunition in der Muna deponiert. Hinzu kam Infanteriemunition und schließlich auch Abschussvorrichtungen für Flugbomben vom Typ Fieseler Fi 103 (V1). Gegen Ende des Krieges waren die Bunkeranlagen randvoll mit Munition, da infolge der Gesamtsituation deutsche Bomber kaum noch zum Einsatz kamen und darüber hinaus die Transportwege durch ständige alliierte Luftangriffe unterbrochen waren.
1942 ging eine Baracke im benachbarten Bermuthshain in den Besitz der Muna über und wurde ab 1943 mit weiteren Baracken zur Unterbringung von Zwangsarbeiterinnen aus der Ukraine benutzt, die in der Einrichtung arbeiten mussten. Beim Umgang mit der gefährlichen Munition kam es mehrfach zu Explosionsunglücken mit tödlichem Ausgang. Auch Fluchtversuche und Selbstmorde von Zwangsarbeitskräften sind dokumentiert.
Wenige Tage vor dem Herannahen amerikanischer Truppen entdeckten die Piloten acht amerikanischer Jagdbomber, der Bahnlinie folgend, einen abfahrbereiten und vollbeladenen Munitionszug auf dem Gelände der Muna. Dieser wurde sofort angegriffen und in Brand geschossen. Die folgende Explosion zerstörte mehrere Hallen der Muna und riss einen gewaltigen Krater in die Erde. In Bermuthshain, Grebenhain und Crainfeld wurden zahlreiche Fensterscheiben von der Detonation eingedrückt und im letzteren Ort eine Scheune durch einen herumfliegenden Bombensplitter in Brand gesetzt.
Im Sinne des Nerobefehls wurden die Bunkeranlagen in der Muna vor dem Eintreffen amerikanischer Verbände durch die deutsche Wehrmacht zur Sprengung vorbereitet. Diese erfolgte ab dem 26. März 1945 mit Hilfe von Zeitzündern. Betonbrocken und vor allem Munitionsteile wurden weit durch die Gegend geschleudert und verseuchten den Oberwald für viele Jahrzehnte mit gefährlichen Munitionsrückständen.
Am 29. März 1945 erreichten Einheiten der 4. US-Panzerdivision Grebenhain. Am 31. März 1945 besetzten die Amerikaner Bermuthshain. Erst einige Wochen später wurde auch das Gelände der Muna besetzt. Zunächst war die Muna jedoch weitgehend sich selbst überlassen und wurde im großen Stil durch Bewohner der benachbarten Gemeinden ausgeplündert. Die amerikanische Besatzung der Muna, während der auch weitere Sprengungen vorgenommen wurden, dauerte bis Anfang 1947.

## Anlagen und Infrastruktur
In ihrem letzten Ausbaustand erstreckte sich die Luftmunitionsanstalt Hartmannshain über eine Fläche von 176 Hektar. Sie bestand, wie alle vergleichbaren Luftmunitionsanstalten, aus drei Funktionsbereichen. Für die Offiziere und die Standortverwaltung existierte eine eigene Siedlung mit im Heimatschutzstil gehaltenen Wohnhäusern, Verwaltungsgebäuden und einem Wachhaus mit Zufahrt von bzw. zur Reichsstraße 275.
In einiger Entfernung von der Wohn- und Verwaltungssiedlung schloss sich der Arbeitsbereich mit jeweils mehreren Munitions-Arbeitshäusern, Packhallen, Garagen und Werkstätten an. Den größten Teil der Anlage nahm das Munitionslager ein mit zuletzt rund 120 oberirdisch angelegten, durch Erdaufschüttung mit Bepflanzung getarnten, Munitionshäusern (Bunker). Außerdem existierten noch einige Splitter- und Luftschutzbunker für das Personal und Bunker für technische Einrichtungen (Trafostation, Notstromaggregat). Zur Muna gehörte außerdem noch ein Ostarbeiterlager in Bermuthshain als Unterkunft für die Mehrzahl der ausländischen Zwangsarbeitskräfte. Eine ursprünglich geplante Arbeitersiedlung für deutsche Zivilarbeiter am Ortsrand von Grebenhain wurde nicht gebaut.
Die Muna verfügte über ein eigenes Strom-, Wasser-, Kanalisations- und Telefonnetz und asphaltierte Straßen. Es bestanden ein internes Gleisnetz mit einem Laderampen und Lokschuppen für eine eigene Diesel-Rangierlokomotive sowie eine modern ausgerüstete Feuerwehr. Der An- und Abtransport der Munition erfolgte überwiegend über das Anschlussgleis auf der Vogelsbergbahn, aber auch per LKW über die R 275. Hauptlieferant der bereits weitgehend vorgefertigten Munition waren die Sprengstoffwerke Allendorf und Herrenwald bei Marburg und die Sprengstofffabrik Hessisch Lichtenau. Die Verfüllung von Sprengstoff war, wie bei der Mehrzahl aller Munitionsanstalten, zu keinem Zeitpunkt Zweck der Anlage. An Munitionsarbeiten wurde im Wesentlichen das Einsetzen der Zünder in die Bomben und die Bestückung von Abwurfbehältern mit Splitterbomben vorgenommen. Mit Ausnahme großkalibriger Bomben wurden diese dann in der Muna in Munitionskisten verpackt und bis zur Auslieferung in den Bunkern gelagert.
Für die Fliegerabwehr in der Muna selbst befanden sich in ausgebauten Stellungen vier Zwillings-FlaMG und drei Vierlings-FlaMG. In der Umgebung der Muna waren außerdem drei 2cm-Flakgeschütze aufgestellt. Die Bedienungen sämtlicher Geschütze waren angewiesen, nur bei erkannten Angriffen das Feuer zu eröffnen, um die Anlage nicht zu verraten. Für die Überwachung des Luftraums über dem Vogelsberg war weiterhin eine bei der Luftmunitionsanstalt Hartmannshain und dem Warnkommando Gießen eingerichtete Warnstelle zuständig. Sie verfügte über mehrere hölzerne Unterstände mit Beobachtungstürmen auf dem Maienberg bei Crainfeld, auf dem Hoherodskopf und bei Freiensteinau, deren Besatzung vorwiegend durch Einheimische gestellt wurde.
In der Muna war eine wechselnde Anzahl von weit über 200 (nach Zeitzeugenberichten zeitweise bis zu 800) Arbeitskräften tätig. Es handelte sich bei ihnen vorrangig um dienstverpflichtete Männer und vor allem Frauen aus der Region. Ab 1943 stellten die zuletzt 128 Zwangsarbeiterinnen und Zwangsarbeiter aus der Ukraine und Russland sowie 14 italienische Militärinternierte einen merklichen Teil des Personals. Die Bewachung der Muna war an eine private Wach- und Schließgesellschaft aus Friedberg vergeben, die ebenfalls vorwiegend Einheimische beschäftigte.

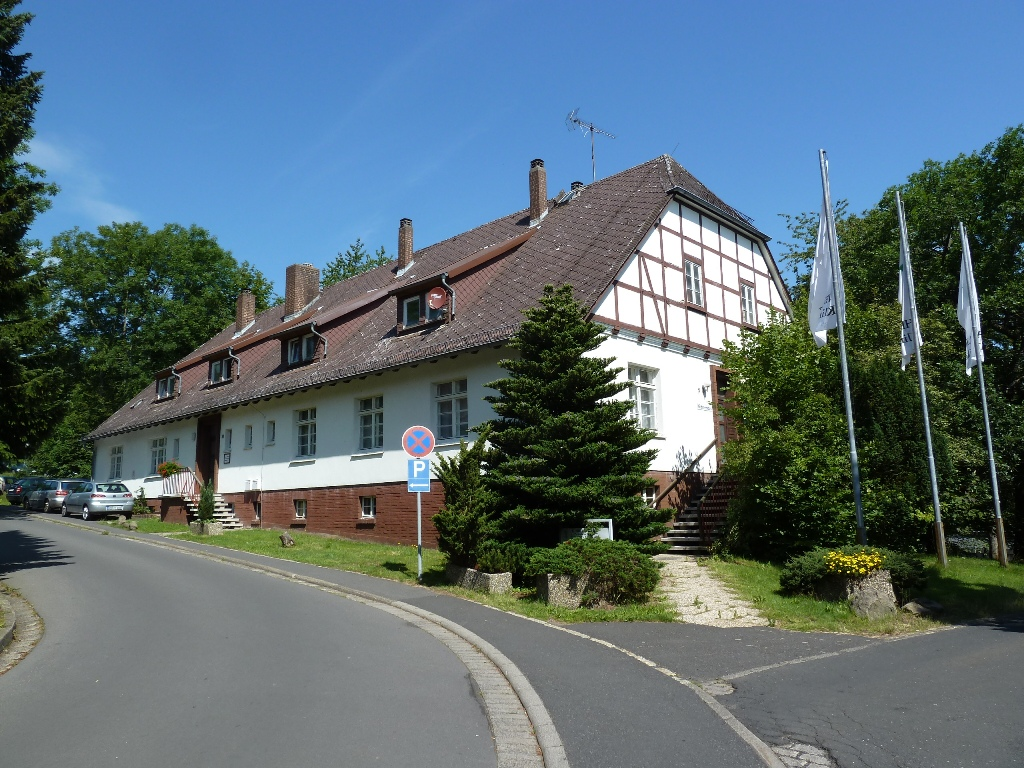
Ehemalige Kaserne der Muna im Ortsteil Oberwald
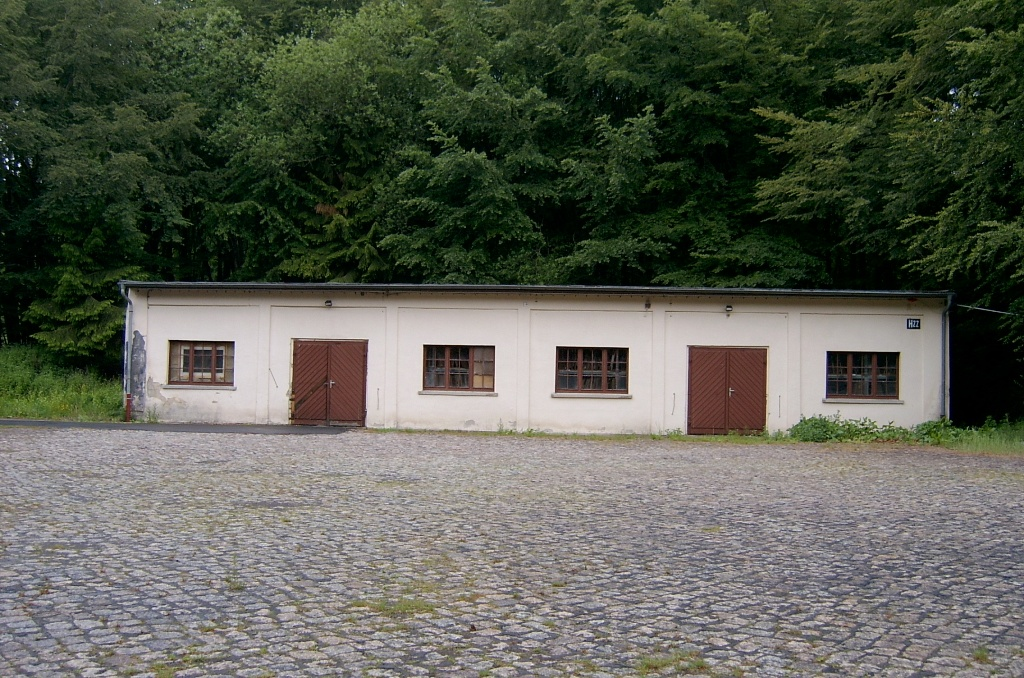
Ehemaliges Werkstattgebäude
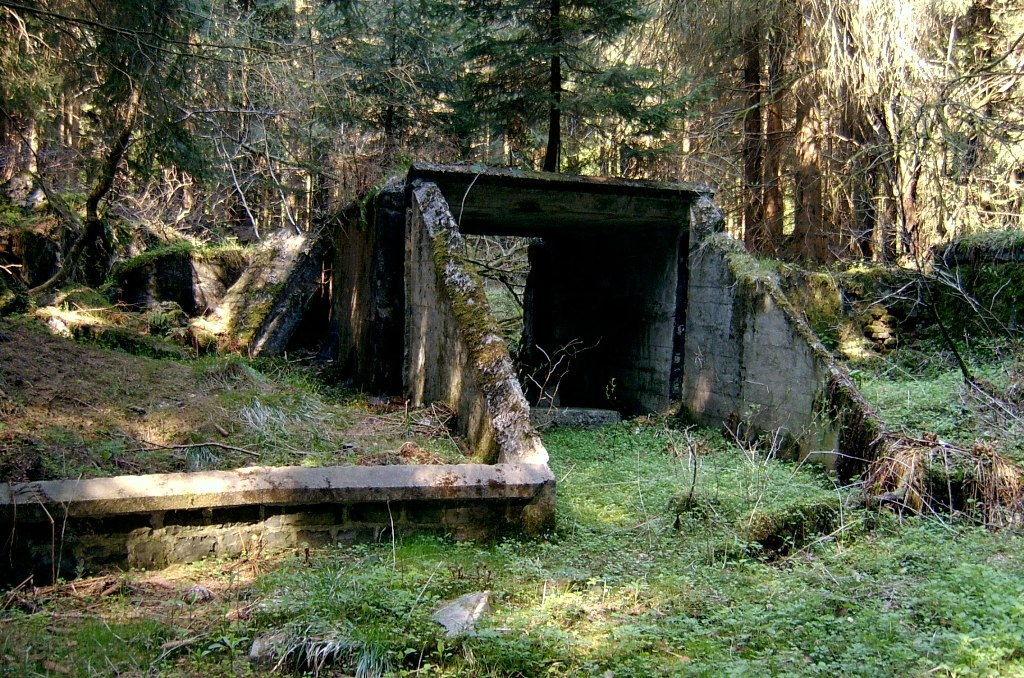
Gesprengter Bunker der Muna im Oberwald
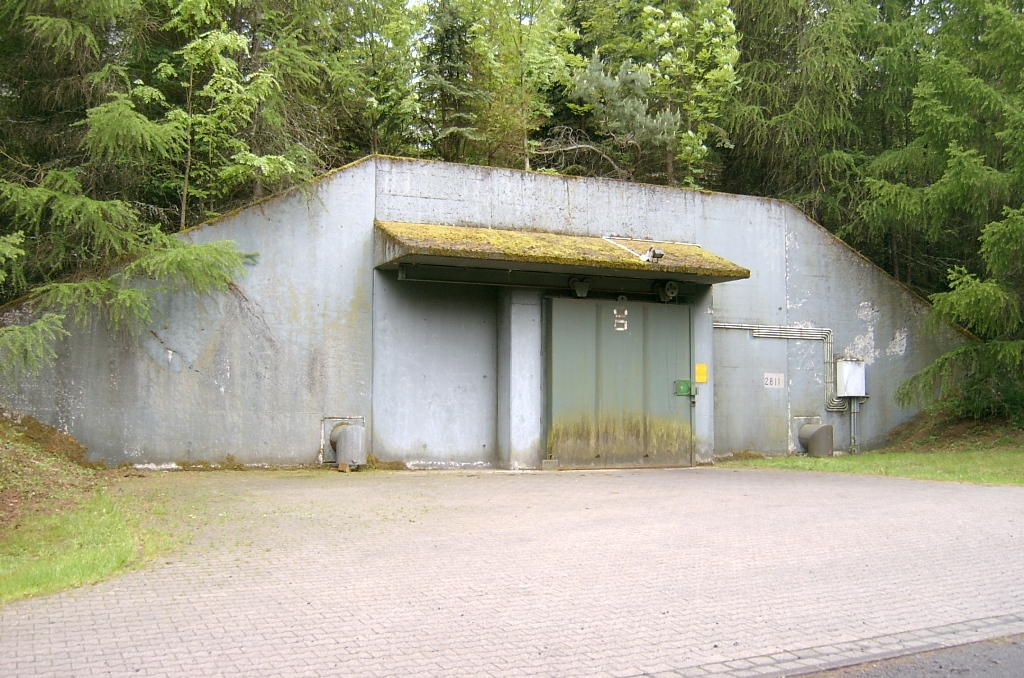
Bunker im früheren NATO-Depot
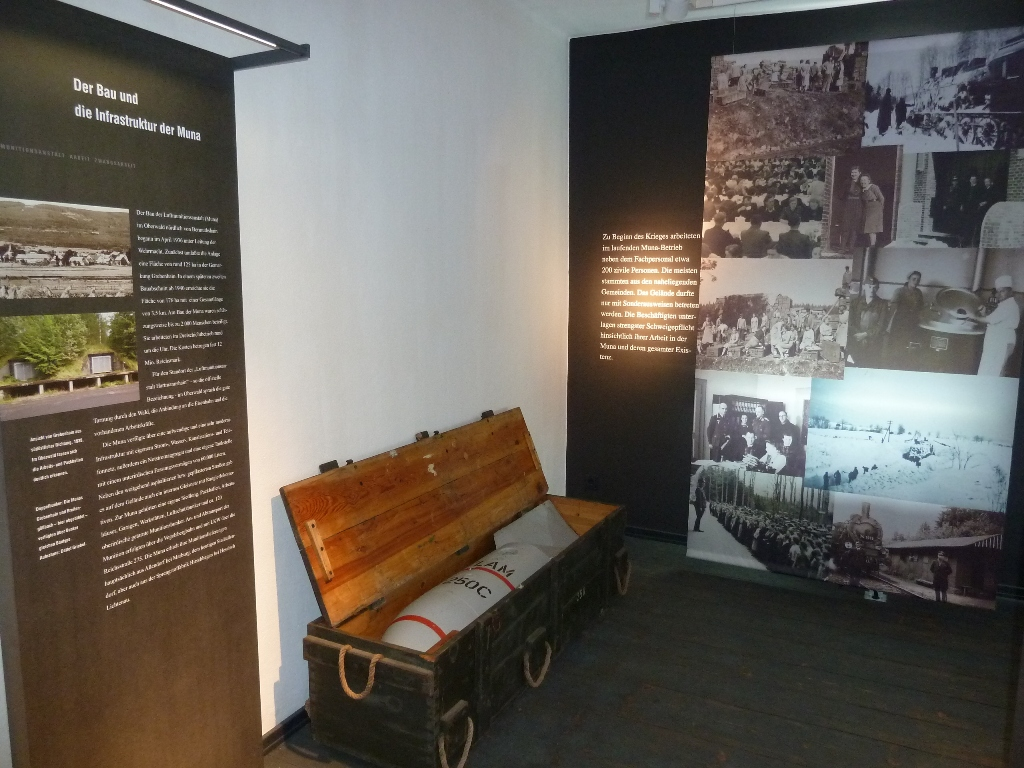
Ausstellung im Muna-Museum

## Nutzung nach 1945
Die Wohnsiedlung der Muna entging der Zerstörung und blieb größtenteils bis heute erhalten. Sie ist der Kern des heutigen Grebenhainer Ortsteils Oberwald. In den ebenfalls überwiegend erhalten gebliebenen Wirtschafts- und Verwaltungsgebäuden siedelten sich zuerst kleine Firmen von vertriebenen Sudetendeutschen aus Gablonz an. In den 1950er Jahren nutzten mehrere Industriebetriebe, u. a. eine Tuchfabrik, diese Gebäude. 1966 ließ sich dann das Verpackungsmittelunternehmen Stabernack auf dem Muna-Gelände nieder. Die Muna Hartmannshain wurde somit zu einem Ausgangspunkt der Industrialisierung in der vor ihrem Bau ausschließlich durch die Landwirtschaft geprägten Vogelsbergregion.
Die gesprengten Bunkeranlagen waren noch bis in die 1980er Jahre weitgehend erhalten. In den Jahren 1978 bis 1982 entstand dann im Rahmen des NATO-Verteidigungskonzepts im Fulda Gap ein Versorgungsdepot (Forward Storage Site) der US Army, in der Öffentlichkeit Natolager genannt. Dieses wurde nach dem Ende des Kalten Krieges im Jahr 1990 geräumt und einer zivilen Nutzung als Gewerbegebiet zugeführt. 1991 begann die systematische Entmunitionierung des Gesamtareals, welche im Herbst 2013 abgeschlossen werden konnte.
Die ehemalige Wohn- und Verwaltungssiedlung, der ehemalige Arbeitsbereich, sowie das Gelände des früheren Munitionslagers einschließlich des früheren NATO-Depots stehen als Gesamtanlagen unter Denkmalschutz. Weiterhin sind verschiedene einzelne Gebäude und bauliche Relikte der ehemaligen Muna als Kulturdenkmäler ausgewiesen (→ Liste der Kulturdenkmäler in Grebenhain).

## Muna-Museum Grebenhain
Eine systematische Aufarbeitung der Geschichte der Luftmunitionsanstalt Hartmannshain begann Ende 2004, als durch interessierte Bürger der Gemeinde Grebenhain der Arbeitskreis Muna Grebenhain gegründet wurde. Die noch erhaltenen baulichen Reste der Anlage sollen bewahrt und, soweit vertretbar, der Öffentlichkeit zugänglich gemacht werden. Auf Initiative des Arbeitskreises entstand ein Museum mit Dauerausstellung zur Geschichte der Muna in der Alten Schule in Bermuthshain, das unter dem Namen Muna-Museum Grebenhain am 8. Mai 2011 eröffnet wurde. Auch Führungen durch das Muna-Gelände im Oberwald werden vom Arbeitskreis angeboten.